# Tourisme spatial

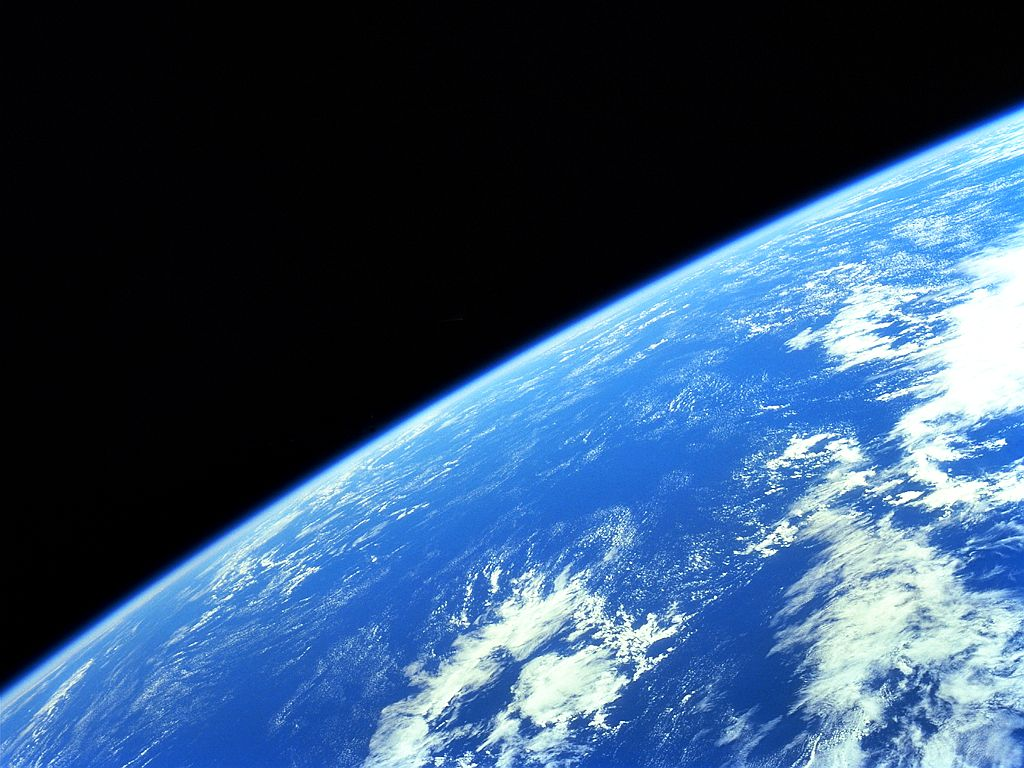
La courbure de la Terre vue de l'espace.

Le tourisme spatial est l'activité touristique qui regroupe l'ensemble des expériences, entraînements, vols à sensations, séjours (dans les stations spatiales ou sur la Lune) qui permettent à des personnes d'aller dans l'espace pour des motifs non professionnels. Nous pouvons donc dire que le tourisme spatial est une sorte de loisir pour les pratiquants.

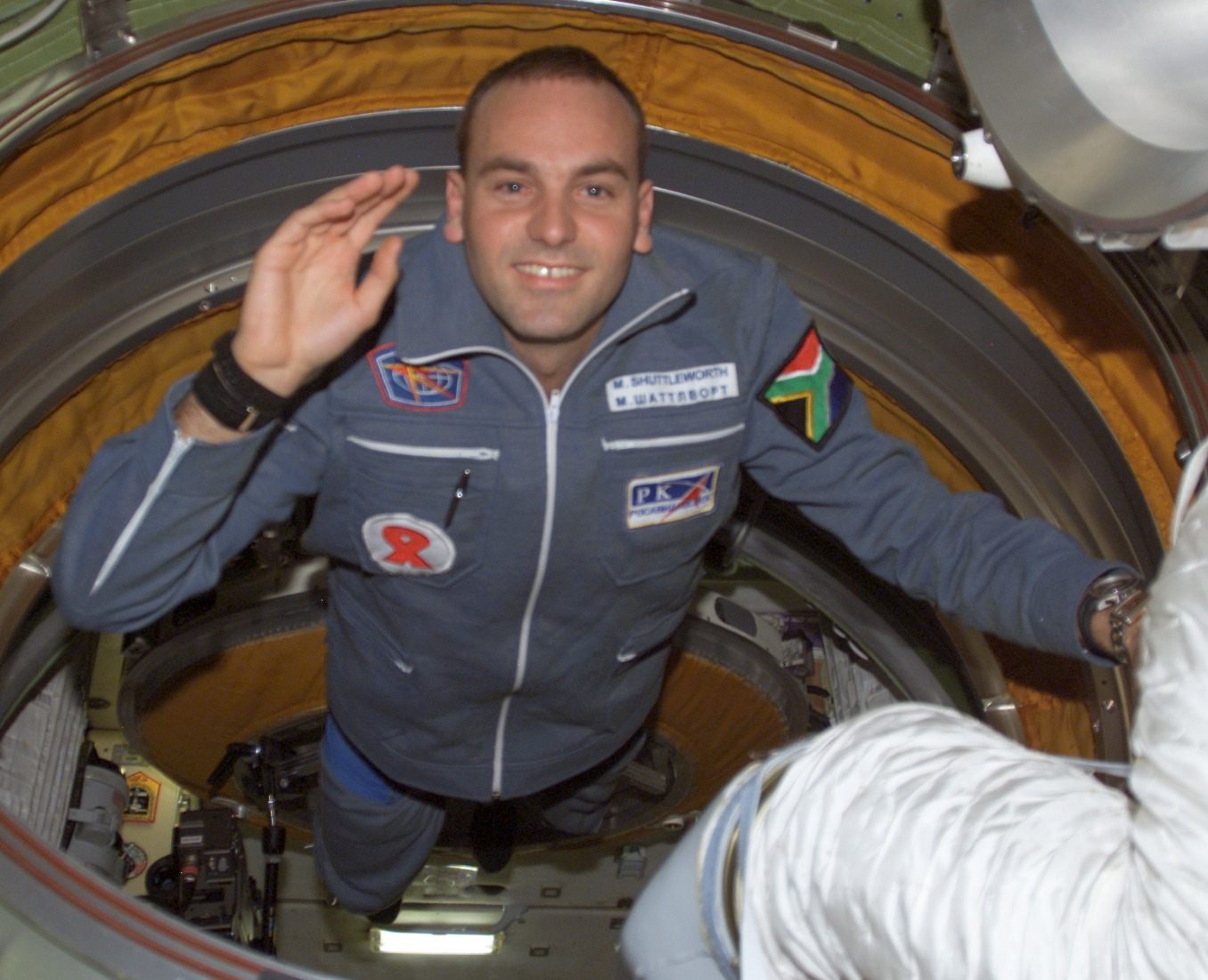
Mark Shuttleworth, fondateur d'Ubuntu a volé vers l'ISS en 2002, devenant le deuxième touriste spatial.

## Concepts

### Vol orbital et suborbital

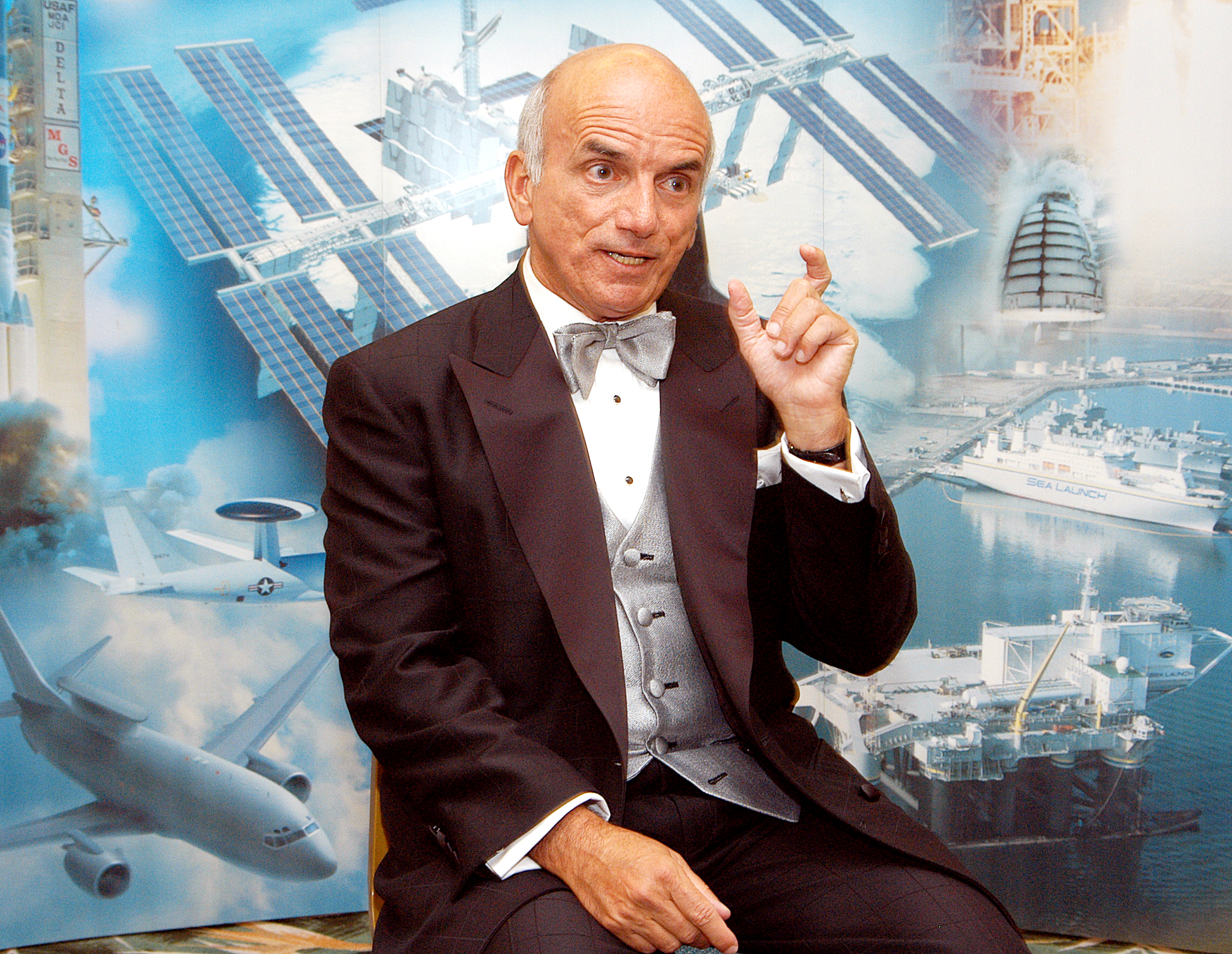
Dennis Tito, premier touriste spatial en 2001.

De manière conventionnelle on considère qu'un séjour dans l'espace nécessite de dépasser l'altitude de 100 km (ligne de Kármán). À cette altitude, l'atmosphère, très ténue, n'oppose pratiquement plus de résistance. On peut parvenir à cette altitude dans le cadre d'un vol orbital ou suborbital. En vol orbital, la vitesse horizontale de l'engin spatial (tangente à la surface de la Terre) est de plus de 7,7 km par seconde et lui permet de se maintenir en orbite. Dans le cadre d'un vol suborbital qui nécessite beaucoup moins d'énergie, l'engin utilisé qui peut plus s'apparenter à un avion ou à un planeur parvient à cette altitude avec une vitesse horizontale inférieure à la vitesse de satellisation minimale et retombe vers la Terre une fois que la gravité contrebalance la vitesse ascensionnelle acquise lors de la phase propulsée de son vol. Durant quelques minutes, l'appareil se trouve en chute libre et ses passagers font l'expérience de l'impesanteur. Au fur et à mesure que l'appareil perd de l'altitude, l'atmosphère devient plus épaisse et la traînée s'accroît ; l'appareil se met à décélérer et l'impesanteur disparaît.

### Les défis techniques du vol suborbital

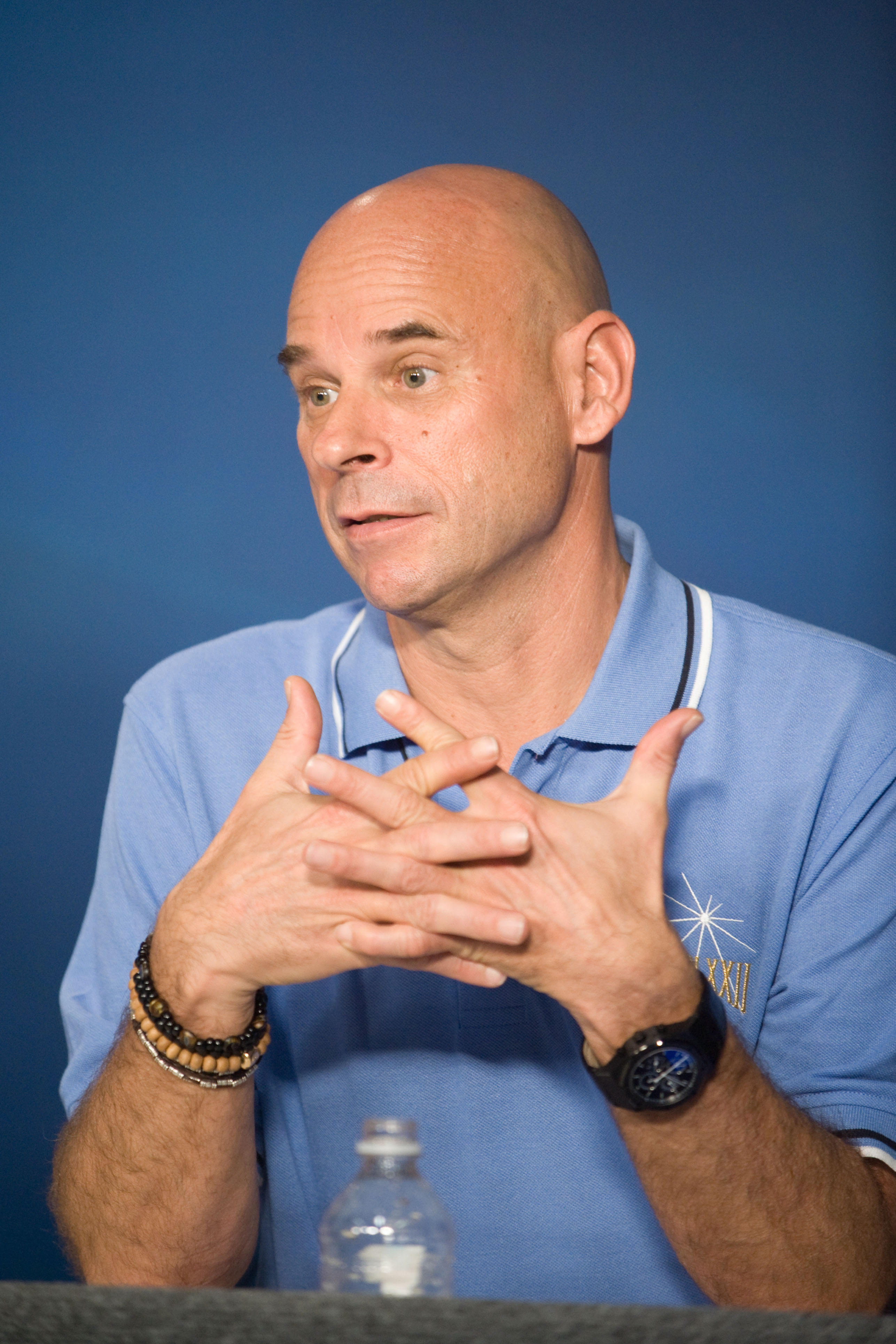
Guy Laliberté, touriste spatial en 2009.

Pour parvenir à une altitude supérieure à 100 km, le véhicule spatial doit pouvoir se propulser à une altitude où il n'existe pas suffisamment d'oxygène pour alimenter un moteur à réaction. Il est nécessaire d'avoir recours à un moteur-fusée qui brûle des comburants et carburants embarqués. Ce type d'engin est toutefois à la fois complexe et dangereux à utiliser dans le cadre d'une activité commerciale qui se doit de réduire le risque couru par les passagers. Scaled Composites choisit une propulsion hybride à base de polybutadiène, dérivé du latex, et de peroxyde d'azote, ergol puissant utilisé par de nombreuses agences spatiales pour leurs moteurs-fusées. Autre défi important du vol suborbital, la rentrée dans l'atmosphère. Lorsque l'avion spatial retombe, il traverse d'abord des couches atmosphériques peu denses. Pour des raisons de masse à emporter, l'avion de Scaled Composites a une vitesse horizontale presque nulle lorsqu'il parvient à l'altitude la plus élevée. Les appuis aérodynamiques sont donc très faibles au début sa chute et il doit avoir recours à une configuration particulière de voilure pour gérer cette phase du vol.

## Historique

### Vols de touristes spatiaux à bord de la Station spatiale internationale
Depuis les premiers vols habités dans l'espace, il existe une fascination répandue pour cette forme d'aventure extrême. À la suite des problèmes budgétaires rencontrés par l'agence spatiale russe, certains, à condition d'être particulièrement fortunés, peuvent, à compter de 2001, réaliser leur rêve. Il existe aujourd'hui deux formes de tourisme spatial : le séjour en orbite dans la Station spatiale internationale qui nécessite un très long entraînement et le vol suborbital qui consiste à passer quelques minutes à une altitude supérieure à 100 km mais qui est relativement moins coûteux et contraignant. En 2009, les opportunités du tourisme spatial orbital sont limitées et coûteuses, l'agence spatiale russe Roscosmos étant la seule à fournir le transport. Le prix pour un vol organisé par Space Adventures à la Station spatiale internationale à bord du vaisseau spatial Soyouz est de 20 à 35 millions de dollars américains. Selon l'ancien directeur de l'Agence spatiale russe Anatoli Perminov, l'équipage des expéditions de l'ISS étant passé à 6 depuis 2009, il requiert, selon un accord international, un équipage au complet, sans place de prévue pour des touristes.
À la suite du passage à six membres de l'équipage permanent de l'ISS en 2009 et au retrait de la navette spatiale américaine en 2011, le tourisme spatial orbital est suspendu. En effet, seul le Soyouz permet d'acheminer des astronautes à la station spatiale internationale et les différentes agences spatiales participant à ce programme réservent tous les sièges disponibles à bord des capsules, assurant une source de revenus régulière pour la Russie.
Par ailleurs, les missions des touristes spatiaux ont lieu soit pendant un vol « taxi », où les Soyouz canots de sauvetage de l'ISS sont échangés, ce qui permet une mission d'environ une semaine, ou pendant les périodes de transfert entre équipages, où le touriste spatial décolle avec un équipage de longue durée entrant et atterrit avec l'équipage de longue durée sortant. Par exemple, la mission ISS year-long mission (en) libère un siège (mission Soyouz TMA-18M) qui est proposé au tourisme en 2015 avant d'être attribué à un cosmonaute professionnel.
Cependant, fin des années 2010/début des années 2020, avec le retour des Américains dans l'espace via les vaisseaux Crew Dragon et Starliner, de surcroît plus capacitaires, des places sont de nouveaux libres et le programme spatial russe doit pouvoir trouver d'autres sources de revenus. Le tourisme spatial est donc une solution retenue.
Des vols entièrement dédiés au tourisme spatial sont alors programmés, tant par les Russes que par les Américains. Ainsi, Roscosmos et Space Adventures proposent deux missions emportant un cosmonaute professionnel accompagné de deux passagers : Soyouz MS-20 et une autre mission. Côté américain, Axiom Space conclut un accord pour au moins quatre missions : SpaceX Axiom Space-1, AX-2, AX-3 et AX-4, où un astronaute professionnel embauché par Axiom vole avec trois touristes spatiaux payants vers l'ISS.
Ces vols d'environ une semaine prévoient tous un amarrage à la station spatiale internationale. Cependant, l'idée de vols autonomes, sans amarrage à une station, émerge et plusieurs sociétés en proposent. Ainsi, Space Adventures conclut un accord avec SpaceX pour la mission Space Adventures Crew Dragon, mission de tourisme en vol libre orbitant à environ deux fois l'altitude de la station. Cette mission innove en proposant l'ensemble des sièges disponibles aux touristes, sans astronaute professionnel à bord, le vol étant automatique. Cependant, avant même cette mission, le milliardaire Jared Isaacman achète un vol de Crew Dragon complet pour lui-même et trois autres passagers qu'il sélectionne. C'est la mission Inspiration4, lancée le 16 septembre 2021.

### Virgin Galactic
L'expression « tourisme spatial » se popularise après la réussite du vol suborbital de SpaceShipOne en 2003. Ce vol effectué dans le cadre du concours Ansari X Prize est destiné à prouver que le grand public pouvait avoir accès à l'espace. Les concurrents doivent concevoir un engin capable de monter jusqu'à une altitude de 100 km (de manière conventionnelle limite inférieure de l'espace) à deux reprises dans un délai maximum de 15 jours. Paul Allen, le riche cofondateur de Microsoft, sponsorise l'ingénieur Burt Rutan, patron de la société Scaled Composites. Le pilote d'essai Brian Binnie réussit les deux vols consécutifs et fait remporter à sa société les 10 millions de dollars américains du prix.
Ce succès amène Richard Branson, propriétaire de la marque Virgin, à créer avec Scaled Composite, d'une part la société The Spaceship Company (TSC) pour construire en série plusieurs engins reprenant la technologie de SpaceShipOne et d'autre part Virgin Galactic, qui propose dès 2005 au grand public d'effectuer des vols jusqu'à une altitude de 100 km. Dès les premières réservations, Virgin Galactic passe commande à TSC de 5 navettes spatiales SpaceShipTwo et de deux avions porteurs White Knight Two. Des projets ayant le même programme sont élaborés par d'autres sociétés mais sont abandonnés (Rocketplane XP (en) de Rocketplane Kistler, Lynx de Xcor, Spaceplane d'Airbus Defence and Space) et pour d'autres moins avancés. La date du premier vol suborbital d'un tourisme est régulièrement repoussée car la mise au point de SpaceShipTwo se révèle difficile. Spaceport America, un aéroport destiné à cette activité et situé à Las Cruces dans le désert du Nouveau-Mexique aux États-Unis est construit pour un coût de 250 millions de dollars américains et est inauguré le 17 octobre 2011.
La durée de ce vol dure de 2 à 3 heures et permet aux passagers de passer cinq minutes en apesanteur, avec seulement trois jours d'entraînement, pour une somme de 250 000 dollars américains. L'existence d'hôtels dans l'espace relève aujourd'hui toujours du domaine de la science-fiction. Mais Richard Branson évoque toutefois qu'un tel projet peut finir par arriver avec le temps si les vols suborbitaux sont un succès. Jusqu'à présent (2019) seulement huit touristes spatiaux ont volé, mais la compagnie Virgin Galactic compte déjà plus de 700 réservations pour ses vols, issus de 48 nationalités, dont 87 % d'hommes et 13 % de femmes. En mai 2014, 18 Français sont inscrits, ne résidant pas forcément en France.
Le crash du vaisseau spatial VSS Enterprise de classe SpaceShipTwo de Virgin Galactic dans le désert des Mojaves le 31 octobre 2014, faisant un mort et un blessé grave, inflige un sérieux revers au rêve du tourisme dans l'espace. Virgin Galactic continue cependant à travailler, inaugure en 2016 un nouveau SpaceShipTwo, le VSS Unity.
Le vingt-deuxième vol de l'appareil (Unity 22) et premier vol embarquant des touristes de l'espace, soit Richard Branson et trois employés de Virgin Galactic, avec les deux pilotes a eu lieu le 11 juillet 2021.
L'avion spatial réalise ensuite 7 vols au dessus de 80 km d'altitude, de 2023 à 2024, transportant ses premiers clients. Les missions s'interrompent ensuite, la compagnie annonçant abandonner le SpaceShip Two, trop couteux et pas assez flexible pour un nouvel avion spatial.

### Blue Origin
La société Blue Origin fondée par Jeff Bezos développe depuis les années 2000 des technologies spatiales, dont le New Shepard, un lanceur suborbital monoétage capable d'emmener 5 passagers à plus de 100 km d'altitude, la ligne de Kármán. Le premier tir a lieu le 29 avril 2015, 7 autres suivent avec aucun échec. Le 22 janvier 2016, Blue Origin parvient à faire voler son lanceur New Shepard après qu'il atterrit sur ses trains d'atterrissage lors du vol précédent, devenant ainsi le premier lanceur, bien que suborbital, à pouvoir être réutilisé. La société enchaîne depuis les vols automatiques de son lanceur réutilisable suborbital et peut effectuer les premiers vols habités en 2019. Par ailleurs, il est déjà possible d'embarquer des expériences scientifiques dans la capsule grâce aux 4 minutes d’apesanteur qu'offre la configuration du vol.
Blue Origin NS-16, seizième vol du lanceur New Shepard et premier vol embarquant des touristes de l'espace, Jeff Bezos et trois autres touristes, a eu lieu le 20 juillet 2021.

### SpaceX
SpaceX a lancé en septembre 2021 la mission Inspiration4, vol de trois jours avec quatre touristes spatiaux à son bord, sans astronaute professionnel.
La société SpaceX a vendu une mission complète comprenant un survol de la Lune, le Projet DearMoon, à Yūsaku Maezawa, qui souhaite offrir 6 à 8 places à d'autres artistes autour du monde. Ils doivent décoller vers 2023 à bord du Starship.
SpaceX propose également des vols à destination de l’ISS grâce à sa capsule CrewDragon ainsi que des vols de courtes durées (quelques jours) uniquement à bord de cette dernière.
Le 12 septembre 2024, lors de la mission Polaris Dawn, deux des quatre occupants, le commandant de mission Jared Isaacman et l'ingénieure de SpaceX Sarah Gillis, sortent brièvement du vaisseau, réalisant ainsi la première sortie spatiale privée de l'histoire.

### Sociétés ayant eu des projets de tourisme spatial
Depuis le vol de SpaceShipOne en 2003, plusieurs entreprises ont le projet d'envoyer des touristes dans l'espace : Armadillo Aerospace, Bigelow Aerospace, Blue Origin, da Vinci Project, Excalibur Almaz, Galactic Suite, PlanetSpace, Reaction Engines Limited, Rocketplane Kistler, Rotary Rocket, XCOR Aerospace.
La société EADS Astrium dévoile le 13 juin 2007 son projet de tourisme spatial. Le premier vol était prévu pour avoir lieu en 2012, mais il est aujourd'hui abandonné.
De même, les membres industriels de l'association Astronaute Club Européen envisagent aussi ce type de vol et organisent chaque année un concours pour étudiants. Depuis novembre 2014, l'association IETS pour Institut Européen du Tourisme Spatial s'active pour promouvoir le tourisme spatial en Europe ; présidée par le général Marc Alban, elle propose d'ouvrir le marché au monde du tourisme en développant un ou plusieurs astroports, réunissant toutes les animations et expériences de vols à sensations orientées vers le vol spatial et suborbital. C'est la première association qui réunit à la fois le secteur du tourisme, les industriels, les astronautes, et les médias.

## Chemin vers la privatisation du spatial aux États-Unis et développement du tourisme spatial

### Période des années 1958-1989
La NASA, créée en 1958, a dès le départ été un organisme fédéral. En effet, la politique du gouvernement américain imposait que seule la NASA soit autorisée à lancer des satellites dans l'espace. Sa création n’était là que pour améliorer la position des États-Unis au niveau géopolitique, économique, et à des fins de prestige. Malgré tout, elle avait été présentée au public américain comme un programme scientifique plutôt qu’une course au prestige, alors que ceci ne reflétait en aucun cas la réalité. Ainsi, comme le soulignent Michael Neufeld et Chris Dubbs, la Station spatiale internationale, était plus une affaire de politique mondiale et nationale que de science,. En guise d’exemple à ce désintérêt scientifique, en 1961, l'éminent scientifique américain Lloyd Berkner a dû s'efforcer d'amener ses membres du comité scientifique à soutenir la décision du président John F. Kennedy de dépenser des milliards pour le Programme Apollo, dans l'espoir que les programmes scientifiques robotiques soient également financés.

### Période post-guerre froide
Si la guerre froide a été le principal moteur de la science et de l'exploration spatiale avant 1989, ces activités sont restées étonnamment vigoureuses par la suite. La science spatiale américaine est devenue une entreprise autonome parce qu'elle a créé des institutions, des industries et des capacités que les politiciens considèrent comme précieuses pour le prestige national, la capacité de défense ou l'économie nationale. En plus de cette autonomie, de nombreux projets de la NASA ont bien sûr impliqué une collaboration avec des entreprises privées (concevant par exemple des composants), comme l'entreprise Bell Labs, ayant construit Telstar 1, un satellite de communication.
En ce qui concerne l’importance de la NASA à cette époque, il convient de noter que les investissements dans la science spatiale ont soutenu la prouesse technologique nationale, avec des implications en matière de défense, et les missions réussies ont signalé cette prouesse et apporté un prestige international. De plus, elle a soutenu l'infrastructure et les capacités de l'agence après la fin de la course à l'espace et a contribué à confirmer le statut de l'Amérique en tant que première puissance spatiale.

### Déclin de la NASA
Alors que la NASA présentait le programme spatial comme une sorte de tremplin vers l'exploration de l'espace lointain, elle agissait plutôt comme si sa première priorité était de maintenir en activité l'importante infrastructure au sol construite pour le programme Apollo, ce qui représentait un objectif partagé par la plupart des politiciens et membres du Congrès. La raison de cet avis partagé est simple : ces politiciens du Congrès représentaient des districts et des États où se trouvaient ces diverses installations de la NASA ainsi que d'importants entrepreneurs.
Néanmoins, les incessantes augmentations et réaménagements budgétaires ont miné la viabilité politique de la station, ajoutant aux difficultés de la NASA à la fin de la guerre froide. Les importantes augmentations dont la NASA avait bénéficié à la fin des années 1980 se sont brutalement arrêtées. Ceci fut le fruit de la combinaison du mécontentement politique à l'égard de la bureaucratie de la NASA et des pressions budgétaires imposées par le gouvernement.

### Changements de la NASA et début de la privatisation
La course à l'espace étant alors terminée, le budget de l'agence a ensuite connu un déclin progressif au cours des années 1990 et la réputation d'être devenu lent et bureaucratique. De plus, les frustrations des passionnés d'espace américains qui avaient grandi dans l'espace dans les années 1960 et qui se demandaient pourquoi l'avenir promis des bases lunaires et des missions martiennes n'avait jamais eu lieu, ne cessaient de grandir ; ils étaient souvent très critiques envers la NASA.
Ensuite, en 1984, le Congrès américain a adopté une loi, connue sous le nom The Commercial Space Launch Act, autorisant les entreprises privées à effectuer leurs propres lancements, ce qui fut un grand pas pour la privatisation du spatial,. Quelques années plus tard, en 1990, une nouvelle loi a même ordonné à la NASA de payer les entreprises privées pour lancer leurs charges utiles lorsque cela était possible, ce qui a conduit au développement d'une industrie d'un milliard de dollars composée de plusieurs entreprises (dont United Launch Alliance a été la plus importante).
Ainsi, certains acteurs puissants et fortunés ont établi leur propre entreprise. Par exemple, Elon Musk, frustré par les prix pratiqués par les entreprises aérospatiales traditionnelles, a entrepris de créer SpaceX, une entreprise de fusées verticalement intégrée qui fabrique ses propres moteurs et tous les gadgets technologiques dont il avait besoin. Il s’agit ici du début d’une nouvelle ère spatiale, le NewSpace, terme soulignant la relative modernité des activités dans le secteur spatial privé, qui englobent les efforts internationaux et multinationaux visant à privatiser les vols spatiaux en tant qu'industrie commerciale.

### Difficultés des entreprises privées
Étant donné que la construction d’engins spatiaux est très coûteuse, il est difficile d'obtenir un soutien politique à long terme si ces entreprises ne peuvent pas s'autofinancer. Une des solutions est de vendre des billets pour voyager dans l’espace, marquant la naissance du tourisme spatial. Ces voyages de tourisme orbital coûtent quelques millions de dollars et sont donc réservés à quelques personnes fortunées, et il convient de voir si ces prix pourraient baisser dans le futur proche, pour qu’on puisse réellement appeler cela du tourisme.
Malgré toutes ces difficultés, l'absence de tout objectif contraignant et non-politique pour les vols spatiaux habités, et l'incapacité à répondre à toutes les attentes astro-futuristes concernant les avancées dans le spatial, n'ont tout de même pas mis fin à l'activité spatiale, continuant à susciter la curiosité humaine.

## Hôtels spatiaux

### Bigelow Aerospace
À la fin des années 1990, plusieurs entreprises envisagent de créer des hôtels placés en orbite terrestre utilisant le réservoir principal de la navette spatiale américaine, ou des structures gonflables. Mais aucune de ces idées ne dépasse le stade de l'étude de faisabilité. Plus récemment, l'homme d'affaires Robert Bigelow, magnat des hôtels Budget Inn, acquiert les plans d'un habitat spatial gonflable issu d'un programme abandonné de la NASA, le Transhab. Son entreprise, Bigelow Aerospace, lance plusieurs prototypes à échelle réduite d'hôtel orbital, Genesis I en juillet 2006, Genesis II l'année suivante et Bigelow Expandable Activity Module, module amarré à l'ISS.
Toutefois, malgré ces succès, l'entreprise est fortement endettée depuis 2019 et la pandémie de Covid-19 la frappe de plein fouet, la contraignant à licencier l'intégralité de ses employés en mars 2020 pour éviter des sanctions, et elle reste en sommeil depuis lors.

### Axiom Space
Axiom Space prévoit d'abord d'ajouter ses propres modules à l'ISS (un segment orbital Axiom) puis dans un second temps, de rendre ceux-ci autonome en une station spatiale.

### Propositions
D'autres entreprises sont également intéressées par la construction d'hôtels spatiaux. Cependant, la plupart ne sont que des propositions sans financement solide voire des escroqueries. Ainsi, régulièrement, des annonces de projets comme la station d'Excalibur Almaz (abandon en 2011), la station Aurora (faillite en 2021) et la Station Voyager, voient le jour.
Le président-directeur général de Virgin Group, Richard Branson, espère cependant voir la construction d'un tel hôtel durant sa vie.

## Vols stratosphériques

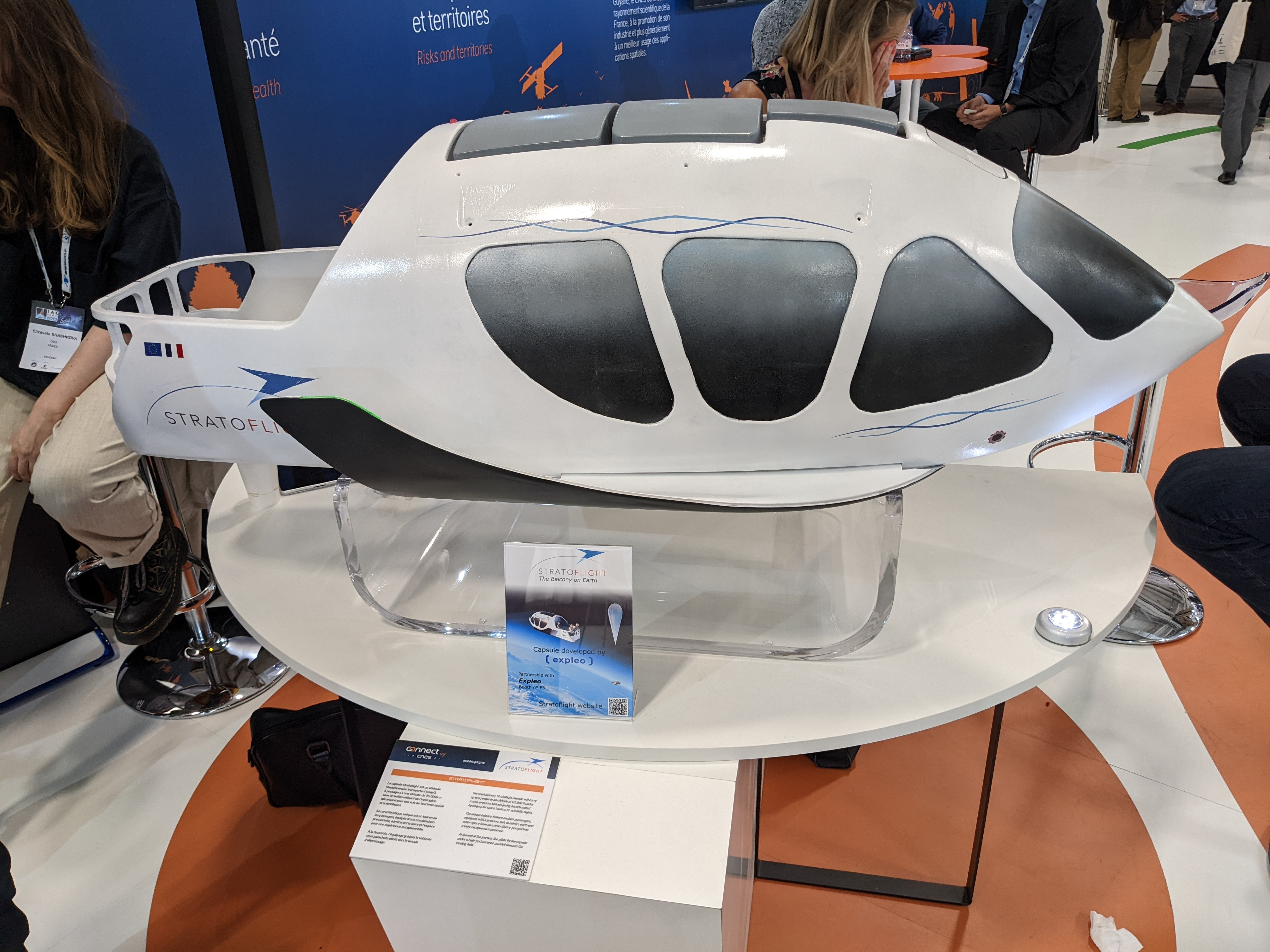
Maquette de la nacelle du ballon de Stratoflight, exposée à l'IAC 2022.

En alternative au tourisme spatial en fusée, plusieurs sociétés proposent des voyages à haute altitude (30 km) en ballon stratosphérique. Il s'agit par exemple de EOS-X Space, Zero 2 Infinity, Zephalto, Stratoflight, Space Perspective et World View Enterprises (en). Bien que formellement loin sous la limite de l'espace, ces expériences sont souvent abusivement décrites comme du tourisme spatial puisqu'elles permettent d'observer la courbure de la Terre et le noir de l'espace, sans toutefois permettre d'évoluer en apesanteur.

## Les touristes spatiaux
Quatorze touristes de l'espace effectuent des vols orbitaux entre 2001 et 2021 :
- Dennis Tito : du 28 avril au 6 mai 2001, décollant à bord de Soyouz TM-32, pour une durée de 7 jours à bord de la Station spatiale internationale, et atterrissant à bord de Soyouz TM-31. Il débourse 20 millions de dollars américains.
- Mark Shuttleworth : du 25 avril au 5 mai 2002, décollant à bord de Soyouz TM-34, pour une durée de 9 jours à bord de la Station spatiale internationale, et atterrissant à bord de Soyouz TM-33. Il débourse 21 millions de dollars américains.
- Gregory Olsen : du 1er octobre au 11 octobre 2005, décollant à bord de Soyouz TMA-7, pour une durée de 9 jours à bord de l'ISS, et atterrissant à bord de Soyouz TMA-6. Il débourse 20 millions de dollars américains, mais ce chiffre n'a pas été confirmé officiellement.
- /  Anousheh Ansari : du 18 septembre au 29 septembre 2006, décollant à bord de Soyouz TMA-9, pour une durée de 10 jours à bord de l'ISS, et atterrissant à bord de Soyouz TMA-8. Une américano-iranienne, qui est la première femme touriste de l'espace, et première iranienne. Elle débourse 20 millions de dollars américains.
- /  Charles Simonyi : participant au vol Soyouz TMA-10 du 7 avril 2007 en direction de l'ISS, pour un retour le 21 avril à bord de Soyouz TMA-9. Selon Eric Anderson, PDG de Space Adventures, ce cinquième voyageur de l'espace a déboursé 25 millions de dollars américains[19]. Il retourne dans l'espace le 26 mars 2009 à bord du vol Soyouz TMA-14, devenant le premier touriste spatial à être allé dans l'espace à deux reprises. Il revient sur Terre le 8 avril 2009 à bord de Soyouz TMA-13. Il débourse 22 millions de dollars américains pour son deuxième vol.
- Richard Garriott, fils de l'ancien astronaute Owen Garriott, du 13 octobre 2008 au 24 octobre 2008, décollant à bord de Soyouz TMA-13, en direction de l'ISS, et atterrissant à bord de Soyouz TMA-12. Il débourse 30 millions de dollars américains.
- Guy Laliberté : du 30 septembre au 11 octobre 2009, décollant à bord de Soyouz TMA-16 en direction de l'ISS, et atterrissant à bord de Soyouz TMA-14. Il débourse 35 millions de dollars américains.
- Jared Isaacman, Sian Proctor, Hayley Arceneaux et Christopher Sembroski participent à la mission Inspiration4, entièrement financée par Isaacman, qui décolle le 16 septembre 2021 et atterrit le 18 septembre 2021. C'est le premier vol orbital touristique sans amarrage à une station spatiale.
- Yūsaku Maezawa et Yozo Hirano : du 8 au 20 décembre 2021 à bord du vol Soyouz MS-20, pour une durée de 12 jours à bord de l'ISS.

Le 10 octobre 2005, Alexeï Krasnov, directeur des vols habités au sein de l'Agence spatiale fédérale russe FKA, déclare que Daisuke Enomoto, un entrepreneur japonais âgé à l'époque de 34 ans est pressenti pour être le quatrième touriste de l'espace, son départ est prévu pour le 14 septembre 2006. Mais à la suite d'examens médicaux non concluants, il est écarté du programme le 21 août 2006 et remplacé par Anousheh Ansari.
La chanteuse d'opéra britannique Sarah Brightman réserve un siège et doit décoller avec la mission Soyouz TMA-18M en septembre 2015 et ainsi devenir la 8e touriste de l'espace. Mais quatre mois avant le départ, alors qu'elle s'entraîne à la cité des étoiles depuis 2012, elle annule son voyage « pour raisons familiales » et son siège est attribué au cosmonaute Aïdyn Aimbetov.
Le 18 septembre 2018, la compagnie SpaceX d'Elon Musk annonce le nom du premier touriste spatial qui doit partir en voyage autour de la Lune dès 2023 au cours de la mission #dearMoon project, il s'agit du milliardaire japonais Yūsaku Maezawa. Celui-ci achète le vol complet et sélectionne les huit touristes qui l'accompagneront. De plus, il achète les deux places du vol Soyouz MS-20 pour lui et son assistant Yozo Hirano afin d'effectuer un séjour spatial de douze jours avec un passage dans l'ISS pour préparer la mission autour de la Lune. En 2024, Maezawa annule son vol.

## Critiques
Actuellement il s'agit d'une activité de niche, mais émergente.
Parfois paradoxale, elle pose de nombreuses questions, au regard du droit international (Traité sur l'espace) et national de l’espace, dans un contexte de raréfaction ou d'épuisement de nombreuses ressources, de  crises climatiques et de la biodiversité ; questions qui restent ouvertes et pour certaines nécessitent des réponses urgentes.
selon J Bhongale (2023), ce nouvel élément de privatisation de l'espace, est critiqué pour des raisons éthiques, environnementales et sociopolitiques, et en raison notamment (dans les années 2010/2020) d'un flou juridique, de responsabilité et un retard de la réglementation aérospatiale à ce sujet, comme le soulignent AK Padhy, AK Padhy en 2021 dans Acta Astronautica ou FG von der Dunk (2019) ; en raison aussi de nouveaux problèmes de sûreté et sécurité des personnes et des matériels dans l’espace (à la différence des astronautes, les touristes ne sont pas formés pour parer aux spécificités des urgences dans l’espace extra-atmosphérique).
Le tourisme spatial soulève aussi des questions juridiques urgentes. Faut-il préparer, et si oui comment, une nouvelle gouvernance, adaptée aux ports spatiaux, aux marchés spatiaux commerciaux au tourisme spatial (nouvelle ramifications de la colonisation de l’espace), et à une possible criminalité spatiale.
La critique environnementale concerne le risque (évitable) que cette forme de tourisme pourrait faire peser sur notre écosystème de par ses externalités négatives (y compris en cas d'accident). L'astrophysicien Roland Lehoucq estime qu'il faut réserver l'espace à un usage scientifique.
La critique sociale et éthique porte sur les risques (qu’est-ce qu’un consentement éclairé concernant le vol spatial, une question important pour les assureurs, s'interrogent T Knutson et ses collègues en 2007) ; et quid de l'indécence que constitue le fait que seuls quelques ultrariches puissent bénéficier de tels voyages commercialisés à des fins de curiosité ou de divertissement.
Pour Philippe Droneau, directeur des publics à la Cité de l’espace, le tourisme spatial n’est ni viable à grande échelle ni souhaitable écologiquement. Outre l'aspect énergivore de ces vols, Philippe Droneau s'inquiète de l'absence de régulation de l'accès à ce « Far Space ».

### Impact écologique
Ce tourisme fait débat dans la communauté spatiale et ailleurs, depuis déjà plusieurs décennies.
Les promoteurs de cette activité, comme Virgin Galactic clament, sans étayer cette affirmation par une analyse du cycle de vie que chacun des passagers qui s'envolera dans l'espace sub-orbital à bord de son SpaceShipTwo émettra moins de dioxyde de carbone qu'un passager aérien typique sur un vol New York-Londres. Richard Branson, fondateur de ladite société, répond dans une interview, en parlant du tourisme spatial : « très respectueux de l'environnement. […] Le coût [en carbone] pour nous d'envoyer quelqu'un dans l'espace sera inférieur à celui d'un vol aller-retour pour Londres dans un avion commercial ».
D’un autre côté, les détracteurs du tourisme spatial jugent ses effets néfastes pour l’environnement. Darin Toohey, spécialiste en sciences de l'atmosphère, souhaite toujours voir des études évaluées par des pairs sur l'interaction réelle de XCOR Aerospace et d'autres moteurs avec la stratosphère. « Je n'ai pas vu de publications qui confirment (ou réfutent) les affirmations selon lesquelles la combustion de n'importe quel combustible dans la haute atmosphère n'émet pas de particules », déclare Toohey. « Je pense donc qu'il est juste de dire que nous avons besoin d'études pour comparer les émissions de tous les types de fusées afin de pouvoir évaluer leurs impacts. »,
Andrew Nelson, directeur de l'exploitation de XCOR Aerospace, compagnie ayant fait faillite en 2017, affirmait que le mélange de kérosène et d'oxygène liquide utilisé dans le moteur de son avion spatial suborbital Lynx, émettra beaucoup moins d'hydrocarbures aromatiques que le carburant de fusée traditionnel à base de kérosène,,.
« XCOR Aerospace n'aura qu'un impact minime sur notre environnement », déclarait-il. « Nos carburants sont presque totalement exempts de particules. Ils contiennent 20 à 40 fois moins d’aromatiques en hydrocarbone que les carburants traditionnels pour fusées et des centaines, voire des milliers de fois moins de particules que les carburants hybrides ou solides. Les préoccupations concernant le carbone ou d'autres particules sont donc sans objet pour nous. »
En réponse à cela, une étude réalisée en 2010 par trois scientifiques dont Toohey, compare l’impact que pourrait avoir le tourisme spatial avec l'impact de l'aviation mondiale actuelle. Ces scientifiques affirment que pour ce qui concerne les émissions à haute altitude, les émissions de dioxyde de carbone ne sont pas pertinentes pour mesurer l'empreinte climatique de cette industrie émergente. Selon eux, la principale menace liée au développement des voyages dans l'espace provient du noir de carbone ou carbone suie, un type de particules qui, lorsqu'elles sont projetées dans la stratosphère, s'accumulent pendant des années et absorbent la lumière visible du soleil, contribuant ainsi à l’effet de serre. Et ce noir de carbone micro ou nanoparticuliaire émis dans la stratosphère par les fusées y absorberait cent-mille fois plus de calories que le dioxyde de carbone émis par ces mêmes fusées.
Leur étude conclut que ce noir de carbone serait la seule source directe de composés créés par l'homme au-dessus de 19 km. Étant donné qu'il n'y a pas de pluie ou d'autres facteurs atmosphériques pour éliminer le noir de carbone dans la stratosphère, les estimations prédisent que le noir de carbone persiste pendant 5 à 10 ans ou plus,.
Cependant, les émissions de noir de carbone sont pratiquement absentes en cas d'utilisation de méthane comme ergol et totalement absentes en cas d'utilisation du couple hydrogène liquide/oxygène liquide (fusée New Shepard par exemple).
Dans tous les cas, seule une ACV portant sur tout le cylce de production et d'utilisation du caburant d'une part, et de l'avion spatial d'autre part permettrait d'évaluer ses véritables impacts.

### Gestion du trafic spatial
Ce tourisme pose la question pratique de la gestion du trafic spatial (en) dont « la régulation est peu avancée puisqu'elle concerne aujourd'hui en majorité des objets inhabités » (satellites artificiels, débris spatiaux...).